# Dodonaeoideae
Dodonaeoideae (Burnett) es una subfamilia perteneciente a la familia de las sapindáceas, donde hay otras tres subfamilias más:
- Hippocastanoideae Dumortier.
- Xanthoceroideae Thorne & Reveal.
- Sapindoideae Burnett.

## Géneros
En la subfamilia Dodonaeoideae hay al menos 19 géneros diferentes, entre los que destacan los siguientes:
- Arfeuillea Pierre ex Radlk., 1895
- Averrhoidium Baill., 1874
- Conchopetalum Radlk., 1888
- Cossinia Comm. ex Lam., 1786
- Diplokeleba N.E.Br., 1894
- Diplopeltis Endl., 1837
- Distichostemon F.Muell., 1857
- Dodonaea Mill.
- Doratoxylon Thouars ex Benth. & Hook.f.
- Euphorianthus Radlk., 1879
- Exothea Macfad., 1837
- Ganophyllum Blume, 1850
- Harpullia Roxb.
- Hypelate P.Browne, 1776
- Llagunoa Ruiz & Pav., 1797
- Loxodiscus Hook.f., 1857
- Majidea J.Kirk ex Oliv., 1874
- Sinoradlkofera F.G.May., 1977
- Zanha Hiern, 1896